# 백자 청화운현명만자문병
백자 청화운현명만자문병(白磁 靑畵雲峴銘卍字文甁)은 서울특별시 종로구 수송동, 송암미술관에 있는 조선시대의 백자이다. 2016년 8월 4일 서울특별시의 유형문화재 제384호로 지정되었다.

## 개요
'운현(雲峴)’이라는 명문을 통해 19세기 후반 경(1864년 이후) 사옹원 산하 분원 관요에서 제작된 것을 알 수 있으며, 수리·복원된 곳 없이 원형을 잘 보존하고 있음. 독창적으로 적용된 사방연속 만자문(卍字文)의 표현을 통해 당시 새로운 유행과 수준 높은 미의식을 잘 보여준다.

## 조사보고서
높이 31.5cm의 비교적 큰 백자 주병으로 이물질이 적은 치밀질의 백토를 사용하여 물레 성형했고 문양은 청화로 장식하여 구운 것으로 유조는 투명하며 담청색을 띤다. 구연은 밖으로 살짝 도톰하게 말려 있으며 목은 곧게 내려오다가 서서히 넓어져 몸체 아래 부분에서 크게 팽창하고, 무게 중심은 낮고 굽이 넓은 편이다.
문양은 청화안료를 사용하여 구연부 바로 아래와 어깨부분에 선으로 여의두문대를 돌렸는데 여의두문대는 목조 건축물의 단청 주의(柱衣)와 유사하게 도안화되었다. 어깨부분 여의두문대 아래에는 사방연속의 만자문이 선으로 묘사되었다. 만자문은 자를 대고 그은 듯 좌우 빗금이 깔끔하며, 기하학적 형태로 교차한다. 몸통의 굴곡에 선의 간격은 위가 좁고 아래가 넓으며 오차 없이 정교하다. 굽 외면은 2줄의 청화 횡선대로 마감하고 굽 안바닥 중앙에는 ‘운현(雲峴)’이라는 청화명문을 해서로 필사했다.
유태의 색조는 담청백색이며, 갑발에 넣어 구운 듯 유면이 고르다. 표면에는 빙열이 없고 광택이 은은하며, 굽 접지면에는 입자가 고운 모래를 내화토물과 섞어 고르게 바른 후 구웠다.
현재 굽 안쪽에는 일부(약 2cm)가 깨져 결손되었다. 접지면의 내화토와 모래를 갈아내고 사용한 흔적이 보이며, 그 외에는 원형이 온전하며 보존상태가 양호하다.
이 백자 병은 고종(高宗) 즉위 다음해인 1864년 대원군의 사택이 운현궁으로 승격하고 규모가 확대되면서 관요에서 만들어 진상 받아 사용한 유물로 판단된다. 이러한 경위를 알려주는 유물은 다수가 존재하며 대부분은 굽 안바닥에 ‘운현(雲峴)’이란 명문이 시문되어 있다.
운현궁 진상품의 대부분은 발과 접시이고, 병이나 항아리, 합 등은 소량 알려져 있다. 예로는 국립중앙박물관의 <백자청화당초문운현명병>, <백자청화영지당초문운현명항아리>, 국립고궁박물관의 <백자청화운룡문운현명병>, 이화여자대학교박물관의 <백자청화모란문운현명합> 등이다.
19세기는 청화백자의 수요층이 확대되고 대외교류의 증가로 다양한 형식의 문양이 활용되었는데, 사방연속 만자문은 병 뿐만 아니라 다른 기종에서도 찾아보기 어려운 독특한 예이다. 이 병은 19세기 조선왕실 관련 유물로서 이전까지의 전통적인 청화백자 장식과는 다른 새로운 양식을 보여주는 자료로 평가할 수 있다.
따라서 이 청화백자병은 ‘운현(雲峴)’이라는 명문을 통해 19세기 후반 경(1864년 이후) 사옹원 산하 분원 관요에서 제작된 최고급품으로 수리·복원된 곳 없이 원형을 잘 보존하고 있고, 독창적으로 적용된 사방연속 만자문의 표현을 통해 당시 새로운 유행과 수준 높은 미의식을 잘 보여주고 있으므로, 역사성, 조형성, 잔존상태 등으로 판단할 때 서울시문화재로 지정할 가치가 충분한 것으로 판단된다.

## 같이 보기
- 운현궁

## 참고 자료
- 백자청화운현명만자문병 - 국가유산청 국가유산포털